# No Line on the Horizon
No Line on the Horizon is het twaalfde studioalbum van de Ierse rockband U2. In de week van 18 augustus 2008 verschenen er al nummers van het nieuwe album op internet. Deze nummers waren bij Bono's vakantiehuis in Eze door een vakantieganger opgenomen, die ze vervolgens op YouTube plaatste.
Het album verscheen 2 maart 2009 in Nederland, dit was eerder op 19 december 2008 door de band bekendgemaakt via hun website. Op 2 maart van datzelfde jaar werd het album ook verkrijgbaar in de rest van de wereld.
Direct op de eerste dag dat de cd verkrijgbaar was, behaalde het de platina-status, wat inhoudt dat er 60.000 exemplaren van zijn verkocht. Het debuteerde in 10 landen op #1, waaronder in de Nederlandse Album Top 100 (voor de achtste keer) en de Britse lijst (de tiende keer).
Voor de cover van het album heeft de band de foto Boden Sea, Uttwil (1993) gebruikt van de Japanse fotograaf Hiroshi Sugimoto.

## Tracklist
Op 16 januari 2009 maakte U2 op haar website de tracklist bekend.
| 1.                 | No Line on the Horizon                    | 4:12 |
| 2.                 | Magnificent                               | 5:24 |
| 3.                 | Moment of Surrender                       | 7:24 |
| 4.                 | Unknown Caller                            | 6:03 |
| 5.                 | I'll Go Crazy If I Don't Go Crazy Tonight | 4:14 |
| 6.                 | Get on Your Boots                         | 3:25 |
| 7.                 | Stand Up Comedy                           | 3:50 |
| 8.                 | Fez - Being Born                          | 5:17 |
| 9.                 | White as Snow                             | 4:41 |
| 10.                | Breathe                                   | 5:00 |
| 11.                | Cedars of Lebanon                         | 4:13 |
| Totale duur: 53:43 |                                           |      |

## Edities
- De standaardeditie
- Een limited-edition-digipack, met toegang tot een exclusieve download van een film van Anton Corbijn
- Een limited edition, met toegang naar de download en een 64 pagina's tellend magazine
- Een limited edition, met de film op dvd en een 64 pagina's tellend boek
- Een 2-lp

## Hitnotering
| "No Line on the Horizon" in de Nederlandse Album Top 100 -- binnen: 07-03-2009 | "No Line on the Horizon" in de Nederlandse Album Top 100 -- binnen: 07-03-2009 | "No Line on the Horizon" in de Nederlandse Album Top 100 -- binnen: 07-03-2009 | "No Line on the Horizon" in de Nederlandse Album Top 100 -- binnen: 07-03-2009 | "No Line on the Horizon" in de Nederlandse Album Top 100 -- binnen: 07-03-2009 | "No Line on the Horizon" in de Nederlandse Album Top 100 -- binnen: 07-03-2009 | "No Line on the Horizon" in de Nederlandse Album Top 100 -- binnen: 07-03-2009 | "No Line on the Horizon" in de Nederlandse Album Top 100 -- binnen: 07-03-2009 | "No Line on the Horizon" in de Nederlandse Album Top 100 -- binnen: 07-03-2009 | "No Line on the Horizon" in de Nederlandse Album Top 100 -- binnen: 07-03-2009 | "No Line on the Horizon" in de Nederlandse Album Top 100 -- binnen: 07-03-2009 | "No Line on the Horizon" in de Nederlandse Album Top 100 -- binnen: 07-03-2009 | "No Line on the Horizon" in de Nederlandse Album Top 100 -- binnen: 07-03-2009 | "No Line on the Horizon" in de Nederlandse Album Top 100 -- binnen: 07-03-2009 | "No Line on the Horizon" in de Nederlandse Album Top 100 -- binnen: 07-03-2009 | "No Line on the Horizon" in de Nederlandse Album Top 100 -- binnen: 07-03-2009 | "No Line on the Horizon" in de Nederlandse Album Top 100 -- binnen: 07-03-2009 | "No Line on the Horizon" in de Nederlandse Album Top 100 -- binnen: 07-03-2009 | "No Line on the Horizon" in de Nederlandse Album Top 100 -- binnen: 07-03-2009 | "No Line on the Horizon" in de Nederlandse Album Top 100 -- binnen: 07-03-2009 | "No Line on the Horizon" in de Nederlandse Album Top 100 -- binnen: 07-03-2009 | "No Line on the Horizon" in de Nederlandse Album Top 100 -- binnen: 07-03-2009 | "No Line on the Horizon" in de Nederlandse Album Top 100 -- binnen: 07-03-2009 | "No Line on the Horizon" in de Nederlandse Album Top 100 -- binnen: 07-03-2009 | "No Line on the Horizon" in de Nederlandse Album Top 100 -- binnen: 07-03-2009 | "No Line on the Horizon" in de Nederlandse Album Top 100 -- binnen: 07-03-2009 | "No Line on the Horizon" in de Nederlandse Album Top 100 -- binnen: 07-03-2009 | "No Line on the Horizon" in de Nederlandse Album Top 100 -- binnen: 07-03-2009 | "No Line on the Horizon" in de Nederlandse Album Top 100 -- binnen: 07-03-2009 | "No Line on the Horizon" in de Nederlandse Album Top 100 -- binnen: 07-03-2009 | "No Line on the Horizon" in de Nederlandse Album Top 100 -- binnen: 07-03-2009 |
| Week                                                                           | 01                                                                             | 02                                                                             | 03                                                                             | 04                                                                             | 05                                                                             | 06                                                                             | 07                                                                             | 08                                                                             | 09                                                                             | 10                                                                             | 11                                                                             | 12                                                                             | 13                                                                             | 14                                                                             | 15                                                                             | 16                                                                             | 17                                                                             | 18                                                                             | 19                                                                             | 20                                                                             | 21                                                                             | 22                                                                             | 23                                                                             | 24                                                                             | 25                                                                             | 26                                                                             | 27                                                                             | 28                                                                             | 29                                                                             | 30                                                                             |
| ------------------------------------------------------------------------------ | ------------------------------------------------------------------------------ | ------------------------------------------------------------------------------ | ------------------------------------------------------------------------------ | ------------------------------------------------------------------------------ | ------------------------------------------------------------------------------ | ------------------------------------------------------------------------------ | ------------------------------------------------------------------------------ | ------------------------------------------------------------------------------ | ------------------------------------------------------------------------------ | ------------------------------------------------------------------------------ | ------------------------------------------------------------------------------ | ------------------------------------------------------------------------------ | ------------------------------------------------------------------------------ | ------------------------------------------------------------------------------ | ------------------------------------------------------------------------------ | ------------------------------------------------------------------------------ | ------------------------------------------------------------------------------ | ------------------------------------------------------------------------------ | ------------------------------------------------------------------------------ | ------------------------------------------------------------------------------ | ------------------------------------------------------------------------------ | ------------------------------------------------------------------------------ | ------------------------------------------------------------------------------ | ------------------------------------------------------------------------------ | ------------------------------------------------------------------------------ | ------------------------------------------------------------------------------ | ------------------------------------------------------------------------------ | ------------------------------------------------------------------------------ | ------------------------------------------------------------------------------ | ------------------------------------------------------------------------------ |
| Nummer                                                                         | 1                                                                              | 1                                                                              | 2                                                                              | 2                                                                              | 3                                                                              | 3                                                                              | 2                                                                              | 6                                                                              | 7                                                                              | 13                                                                             | 15                                                                             | 11                                                                             | 18                                                                             | 24                                                                             | 8                                                                              | 10                                                                             | 8                                                                              | 14                                                                             | 9                                                                              | 7                                                                              | 5                                                                              | 6                                                                              | 11                                                                             | 10                                                                             | 15                                                                             | 22                                                                             | 26                                                                             | 31                                                                             | 40                                                                             | 45                                                                             |
| Week                                                                           | 31                                                                             | 32                                                                             | 33                                                                             | 34                                                                             | 35                                                                             | 36                                                                             | 37                                                                             | 38                                                                             | 39                                                                             | 40                                                                             |                                                                                | 41                                                                             | 42                                                                             | 43                                                                             | 44                                                                             | 45                                                                             | 46                                                                             | 47                                                                             | 48                                                                             | 49                                                                             | 50                                                                             | 51                                                                             | 52                                                                             |                                                                                | 53                                                                             | 54                                                                             |                                                                                | 55                                                                             |                                                                                | 56                                                                             |
| Nummer                                                                         | 53                                                                             | 57                                                                             | 63                                                                             | 73                                                                             | 75                                                                             | 71                                                                             | 75                                                                             | 93                                                                             | 92                                                                             | 86                                                                             | uit                                                                            | 100                                                                            | 77                                                                             | 73                                                                             | 74                                                                             | 88                                                                             | 79                                                                             | 78                                                                             | 65                                                                             | 62                                                                             | 62                                                                             | 68                                                                             | 73                                                                             | uit                                                                            | 85                                                                             | 91                                                                             | uit                                                                            | 95                                                                             | uit                                                                            | 94                                                                             |
| Week                                                                           |                                                                                | 57                                                                             | 58                                                                             | 59                                                                             | 60                                                                             |                                                                                |                                                                                |                                                                                |                                                                                |                                                                                |                                                                                |                                                                                |                                                                                |                                                                                |                                                                                |                                                                                |                                                                                |                                                                                |                                                                                |                                                                                |                                                                                |                                                                                |                                                                                |                                                                                |                                                                                |                                                                                |                                                                                |                                                                                |                                                                                |                                                                                |
| Nummer                                                                         | uit                                                                            | 78                                                                             | 61                                                                             | 77                                                                             | 89                                                                             |                                                                                |                                                                                |                                                                                |                                                                                |                                                                                |                                                                                |                                                                                |                                                                                |                                                                                |                                                                                |                                                                                |                                                                                |                                                                                |                                                                                |                                                                                |                                                                                |                                                                                |                                                                                |                                                                                |                                                                                |                                                                                |                                                                                |                                                                                |                                                                                |                                                                                |

Hitnotering week 1 t/m 40: 07-03-2009 t/m 05-12-2009
 Hitnotering week 41 t/m 52: 19-12-2009 t/m 05-12-2009
 Hitnotering week 53 t/m 54: 20-03-2010 t/m 27-03-2010
 Hitnotering week 55: 17-04-2010
 Hitnotering week 56: 26-06-2010
 Hitnotering week 57 t/m 60: 31-07-2010 t/m 21-08-2010

## Bezetting
- Bono - zang, piano
- The Edge - gitaar, keyboard, zang
- Adam Clayton - basgitaar
- Larry Mullen jr - drums, zang
- Brian Eno - synthesizer
- Daniel Lanois - pedal-steelgitaar